# Love of Lesbian
Love of Lesbian é um grupo espanhol de indie rock e indie pop formado em San Vicente dels Horts, Barcelona em outono de 1997. Em seus primeiros anos, a formação original do grupo estava formada pelo vocalista, violonista e teclista Santi Balmes, o violonista Jordi Roig, o bajista Joan Ramón Planell, e o baterista Oriol Bonet.
A partir de 2005 com Manobras de escapismo, o violonista Julián Saldarriaga, que já trabalhava para a banda como roadie e músico contratado, se converteu no quinto membro oficial do grupo.
Em outubro de 2017, o grupo anunciou que Planell abandonaria o grupo, e que o produtor da banda desde Ungravity, Ricky Falkner, exerceria de bajista para a banda desde esse momento como membro de apoio.

## História
Em 2005, o grupo incorporou a sua formação ao violonista Julián Saldarriaga. Manobras de escapismo foi o primeiro trabalho interpretado totalmente em espanhol.
Com Cuentos chinos para niños del Japón (2007) receberam o prêmio ao melhor disco por parte de Mondosonoro e realizaram uma pequena gira de apresentação por Estados Unidos, na que tocaram no South by Southwest de Austin (Texas) em 2008.

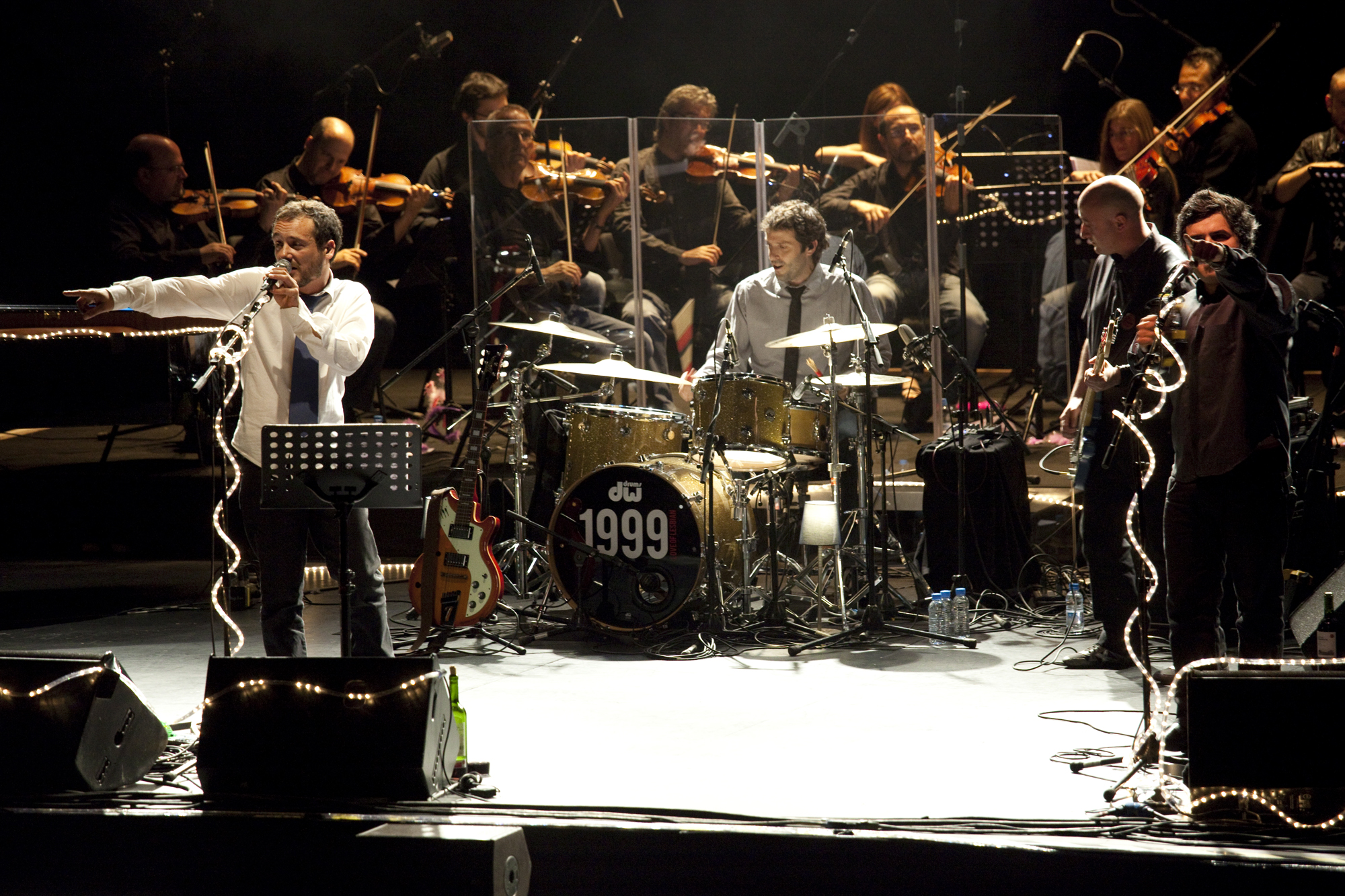
Concerto em 2010 em San Cugat do Vallés.

Em março de 2009 publicam um novo álbum, 1999 (o Cómo generar incendios de nieve con una lupa enfocando a la Luna), disco que supôs um dantes e um depois na trajectória da banda.
La noche eterna. Los días no vividos, é o sétimo álbum de estudo deste grupo catalão.
Seu disco El poeta Halley, no que colaborou Joan Manuel Serrat, foi disco de ouro depois de vender mais de 20.000 cópias. O grupo participa com Os 40 em #Los40BasicoOpelCorsa que se celebrou o 6 de junho. As entradas para este concerto foram vendidas em matéria de horas. Aparte de seu gira por Espanha e México também têm participado no Festival de Música Sons Líquidos em Lanzarote.
Seu trabalho com Warner Music Spain, viu a luz o 16 de abril de 2021. O nono álbum de estudo, titulado V.E.H.N. acrónimo de Viaje épico hacia la nada debutó no posto número 1 nas listas espanholas convertendo-se assim na terceira vez consecutiva para um álbum de estudo do grupo. Em novembro de 2022, o disco obteve o quarto disco de ouro para a banda depois de superar as 20.000 cópias vendidas.
O 27 de março de 2021, iniciaram gira-a em apoio do novo álbum. O grupo foi pioneiro em dar concertos multitudinarios sem distância de segurança depois de acabar a pandemia de COVID-19.  Gira-a começou no Palau Sant Jordi, em Barcelona, reunindo a mais de 5.000 pessoas; e depois de mais de dois anos, gira-a finalizou em novembro de 2023 no Wizink Center de Madri, com mais de 17.000 entradas vendidas.
O 8 de janeiro de 2022, Love of Lesbian participou no concerto solidário Más fuertes que el volcán, o qual foi organizado por Radiotelevisión Española com o fim de arrecadar fundos para os danificados pela erupção vulcânica de La Palma de 2021.

## Discografia
| Año  | Título                                                                    | Discográfica       |
| ---- | ------------------------------------------------------------------------- | ------------------ |
| 1999 | Microscopic Movies                                                        | Pussycats Records  |
| 2002 | Is It Fiction?                                                            | Rock K             |
| 2003 | Ungravity                                                                 | Naïve Records      |
| 2005 | Maniobras de escapismo                                                    | Naïve Records      |
| 2007 | Cuentos chinos para niños del Japón                                       | Naïve Records      |
| 2009 | 1999 (o cómo generar incendios de nieve con una lupa enfocando a la Luna) | Music Bus          |
| 2012 | La noche eterna. Los días no vividos                                      | Music Bus          |
| 2016 | El poeta Halley                                                           | Warner Music Spain |
| 2021 | V.E.H.N. (Viaje épico hacia la nada)                                      | Warner Music Spain |
| 2024 | Ejército de salvación                                                     | Warner Music Spain |